# Lalacelle
Lalacelle é uma comuna francesa na região administrativa da Normandia, no departamento Orne. Estende-se por uma área de 13,37 km². Em 2010 a comuna tinha 289 habitantes (densidade: 21,6 hab./km²).